# Jesús Millán
Pour les articles homonymes, voir Millan.
Jesús Millán, né le 26 janvier 1979 à Saragosse (Espagne), est un matador espagnol.

## Présentation

### Carrière
- Débuts en public : Épila (Espagne, province de Saragosse) le 19 septembre 1993 aux côtés de « Marquitos », « Paulita » et Darío Gaspar. Novillos de la ganadería de Idiazábal Romero Hermanos.
- Débuts en novillada avec picadors : Lloret de Mar (Espagne, province de Gérone) le 22 juin 1997 aux côtés de Juan Manuel Benítez. Novillos des ganaderías de Francisco Diago et de Los Cerros.
- Présentation à Madrid : 19 mars 1999 aux côtés de « El Renco » et Jesús Aguado. Novillos de la ganadería des Hermanos Lozano.
- Alternative : Saragosse le 12 octobre 1999. Parrain, Enrique Ponce ; témoin, « El Juli ». Taureaux de la ganadería de El Torero.
- Confirmation d’alternative à Madrid : 8 avril 2001. Parrain, José Luis Bote ; témoin, David Luguillano. Taureaux de la ganadería de Juan José González.